# محمد لفتح
محمد لفتح (14 مايو 1947 - 20 يوليو 2008)، هو كاتب وروائي وناقد أدبي مغربي. كان لفتح يكتبُ في الغالب باللّغة الفرنسية ونادرًا ما كتب بالعربيّة. نشر خلال مسيرتهِ المهنيّة في عالم الكتابة والتأليف عشر روايات، واشتهر أكثر بفضل عمله في جريدة «Matin du Sahara» وكذا في جريدة «Temps du Maroc».

## الحياة المُبكّرة والتعليم
وُلدت محمد لفتح عام 1946 في مدينة سطات بالمغرب. درسَ في الدار البيضاء ثم التحق بمدرسة الأشغال العمومية للمهندسين بباريس. عاد إلى المغرب وأصبح عالم كمبيوتر ثم صحفيًا أدبيًا في صباح الصحراء والمغرب (بالفرنسية: Le Matin du Sahara) وكذا في جريدة وقت المغرب (بالفرنسية: Temps du Maroc).

## المسيرة المهنيّة
عاد بحلول عام 1990 إلى فرنسا وبدأ حياته المهنية في كتابة الروايات. في عام 1992، بعد نشر رواية Demoiselles de Numidie بواسطة Éditions de lAube، قدمه سالم جاي إلى دار نشر فرنسيّة هي Editions de La Différence. تعاقد لاحقًا مع عددٍ من شركات النشر فنشر العديد من الأعمال لعلَّ أبرزها Au bonheur des limbes وAmbre ou les métamorphoses de lamour وLEnfant de marbre وUne fleur dans la nuit suivi de Sous le solil et le clair de lun e and Un martyr de notre temps. بحلول عام 2000، انتقل من المغرب إلى القاهرة بمصر.

## قائمة أعماله
هذه قائمةٌ بأبرز أعمال الكاتب والروائي المغرب محمد لفتح:
- Au bonheur des limbes
- Ambre ou les métamorphoses de lamour
- LEnfant de marbre
- Une fleur dans la nuit suivi de Sous le solil
- le clair de lune
- Un martyr de notre temps

## وفاته
تُوفيَّ محمد لفتح يوم الأحد 20 من يوليو/تموز 2008 بالقاهرة عن عمر تاهز 62 عامًا.